# 926
Évszázadok: 9. század – 10. század – 11. század
Évtizedek: 870-es évek – 880-as évek – 890-es évek – 900-as évek – 910-es évek – 920-as évek – 930-as évek – 940-es évek – 950-es évek – 960-as évek – 970-es évek
Évek: 921 – 922 – 923 – 924 –  925 – 926 – 927 – 928 – 929 – 930 – 931

## Események

### Európa
- A magyarok újabb zsákmányoló hadjáratot indítanak nyugatra. Az adót fizető Bajor- és Szászországot megkímélik és ostrom alá veszik Augsburgot. A várost nem tudják elfoglalni, így a sereg egyik fele Lotaringiát fosztogatja végig, eljut Verdunig és benyomul Franciaországba. Rudolf nyugati frank király ellenük vonul, de a magyarok addigra már zsákmánnyal rakva visszavonulnak. A másik csapat Svábföldet dúlja fel és egy kisebb kontingens kifosztja a St. Gallen-i apátságot. Eközben meggyilkolják Wiborada remete apácát. Továbbhaladva átkelnek a Rajnán, felgyújtják Konstanz elővárosait és Elzászban fosztogatnak egészen Besançonig, majd hazatérnek.
- Róma népe zsarnokoskodása miatt elűzi a korábban "consullá" választott Alderic spoletói herceget. A herceg behívja a magyarokat, akik végigdúlják Róma környékét és Campaniát. A rómaiak Orta várában rátörnek Aldericra és meggyilkolják. Özvegye, Marozia (III. Sergius pápa volt szeretője) feleségül megy Guido toszkánai őrgrófhoz.
- A nemesség által behívott Provence-i Hugó bevonul Itáliába és királlyá koronázzák. Ellenfele, II. Rudolf apósát, II. Burchard sváb herceget Novaránál meggyilkolják, így Rudolf visszavonul eredeti királyságába, Felső-Burgundiába.
- Simeon bolgár cár hadsereget küld a menekülő szerb fejedelmet befogadó, bizáncbarát Tomislav horvát király ellen. A horvátok Kelet-Bosznia hegyei között teljesen megsemmisítik a bolgár sereget.
- A mai Észak-Spanyolországban Sancho Ordóñez León királyává kiáltja ki magát, de öccse, Alfonso fellázad ellene. Amikor vereséget szenved, a királyság keleti részére menekül unokatestvéréhez, Alfonso Fróilazhoz (az előző király, II. Fruela fiához). A két Alfonso elűzi Sanchót és Alfonso Ordóñez kerül az ország trónjára. Sancho Galiciába menekül, ahol királlyá koronázzák.
- Meghal II. Vilmos, Aquitánia hercege. Utóda öccse, Acfred.
- III. Abd al-Rahmán córdobai emír a szeretőjévé akar tenni egy 13 éves keresztény fiút, Pelagiust és amikor visszautasítja, halálra kínoztatja.

### Kína
- Li Cun-hszü, a Kései Tang-dinasztia császára elesik a lázadó katonáival vívott csatában. Utóda a lázadók vezére, Li Szi-jüan (a császár fogadott fivére).
- Meghal Apaocsi, a kitan Liao-dinasztia alapítója. Utóda fia, Taj-cung.
- A kitanok meghódítják a Koreától északra fekvő Palhe királyságát.

## Születések
- július 14. – Murakami, japán császár

## Halálozások
- április 29. – II. Burchard, sváb herceg
- május 15. – Li Cun-hszü, a Kései Tang-dinasztia császára
- szeptember 6. – Apaocsi, kitan császár
- Córdobai Pelagius, keresztény mártír
- II. Vilmos, aquitániai herceg
- Wiborada, keresztény mártír

## Fordítás
- Ez a szócikk részben vagy egészben  a(z)   926 című angol Wikipédia-szócikk ezen változatának fordításán alapul.  Az eredeti cikk szerkesztőit annak laptörténete sorolja fel. Ez a jelzés csupán a megfogalmazás eredetét és a szerzői jogokat jelzi, nem szolgál a cikkben szereplő információk forrásmegjelöléseként.